# Pasquale Hamel
Pasquale Hamel (Siculiana, 28 aprile 1949) è uno scrittore e saggista italiano.

## Biografia
Si è laureato in giurisprudenza presso l'Università Cattolica di Milano, trascorrendo gli anni di studio presso il Collegio Augustinianum. Dopo varie esperienze lavorative, approda a metà degli anni '70, come consigliere parlamentare, all'Assemblea regionale siciliana e ne percorre l'intera carriera fino a diventare Vicesegretario Generale dell'ARS. Dal 1996 al 2002 è il Capo di Gabinetto dei Presidenti dell'Ars Nicola Cristaldi e Guido Lo Porto (entrambi di Alleanza Nazionale, con un passato nel Movimento Sociale Italiano).  
A Bruxelles ha diretto l'ufficio dei rapporti con le istituzioni comunitarie. È stato docente a contratto presso l'Università di Palermo. Da pensionato ha diretto la Fondazione Federico II di Palermo e successivamente ha assunto la direzione scientifica dell'Istituzione Giuseppe Tomasi di Lampedusa di Santa Margherita Belice. Per i suoi studi è stato nominato socio onorario della Fondazione Federico II di Jesi. Nel 2000 è stato consigliere culturale del comune di Palermo. Nel 2005, una breve esperienza politica, come responsabile culturale della Margherita in Sicilia. Consigliere della Società Siciliana per la Storia Patria, dal novembre 2012 fino al 2018 è stato direttore del Museo del Risorgimento Vittorio Emanuele Orlando di Palermo.Ispettore onorario dei BB.CC. della Regione Siciliana e Presidente dell'Associazione Le Souvenir Normand sezione siciliana. Dal marzo 2025 è componente della Commissione toponomastica del comune di Palermo. 
Giornalista pubblicista, in RAI Sicilia ha condotto il programma "a proposito di storia", nel tempo ha scritto per i quotidiani La Repubblica, Avvenire, Giornale di Sicilia e La Sicilia. Suoi scritti si trovano nelle riviste Studi Cattolici, Cronache parlamentari siciliane, Mediterranea ricerche storiche, FMR, Nuovo mondo della scuola, Dimensione Sicilia.
Dopo un lungo apprendistato, fatto di letture attente e di ricerche, a partire dalla metà degli anni settanta, ha orientato i suoi interessi dagli iniziali studi giuridici verso la storia e le scienze politiche riservando una particolare attenzione alla storia siciliana medievale e contemporanea. È anche autore di opere letterarie.
Dal punto di vista religioso, Hamel è un cattolico praticante. Dal punto di vista politico è considerato come un intellettuale liberale conservatore, molto stimato a destra e nel mondo cattolico e centrista, ma molto spesso bersaglio di polemiche e critiche da parte della sinistra comunista ed alternativa. 

## Opere

### Saggi
- Nascita di un partito, Dario Flaccovio editore, 1980.
- Da nazione a Regione, Sciascia editore, 1984.
- La Sicilia al Parlamento delle due Sicile 1820/21, Thule editore, 1986.
- Partecipazione e democrazia in Sturzo e De Gasperi, Sciascia editore, 1989.
- Breve storia della società siciliana, Sellerio, 1994.
- Il Romanzo di Guttuso, Marsilio, 2003.
- I Padri dell'Autonomia siciliana (con Vito Orlando), Federico II editore, 2006.
- Il Mediterraneo da barriera a cerniera, Editori Riuniti, 2006.
- L'Autogoverno siciliano, sessant'anni di Autonomia (con Maurizio Rizza) Ricchiari editore, 2007.
- Palermo, l'identità cercata (a cura di Pasquale Hamel), Libridine editore, 2007.
- L'invenzione del regno, dalla conquista normanna alla fondazione del regnum Siciliae (1061-1154), Nova Ipsa editore, 2009.
- Breve storia della società siciliana, 1780-1990, Sellerio, Palermo, 2011.
- La fine del regno, dalla morte di Ruggero II alla conquista Sveva (1154-1193), Nuova Ipsa editore, 2012.
- Il lungo regno, vita avventurosa di Federico III re di Sicilia, Rubbettino, 2014.
- Averroè, un filosofo all'Indice, Tipheret, 2015
- Islam-Occidente, la notte della ragione (con Giovanni Tessitore), Bonanno editore, 2017
- Costanza d'Altavilla. Biografia eretica di un'imperatrice, Rubbettino, 2018
- Il Regno di Sicilia, Nuova Ipsa, 2018
- Chiaroscuri dell'isola che non c'è più, Nuova Ipsa, 2021
- I Pugnalatori di Palermo, Gazzetta dello Sport, RCS 2024

### Romanzi
- La scala dei turchi, Flaccovio, 1975.
- Adelaide del Vasto, regina di Gerusalemme, Sellerio 1997.
- La crociata del santo, Sellerio 1998.
- L'ingorgo, Sellerio, 2000.
- La congiura della libertà, Marsilio 2002.
- Trouble, raccolta di poesie, Sciascia editore, 2009.
- E la Chiamarono Vigata, Spazio Cultura editore, 2024